# Protomyctophum chilense
Protomyctophum chilense är en fiskart som beskrevs av Wisner, 1971. Protomyctophum chilense ingår i släktet Protomyctophum och familjen prickfiskar. Inga underarter finns listade i Catalogue of Life.